# Dorfkirche Lanz (Prignitz)

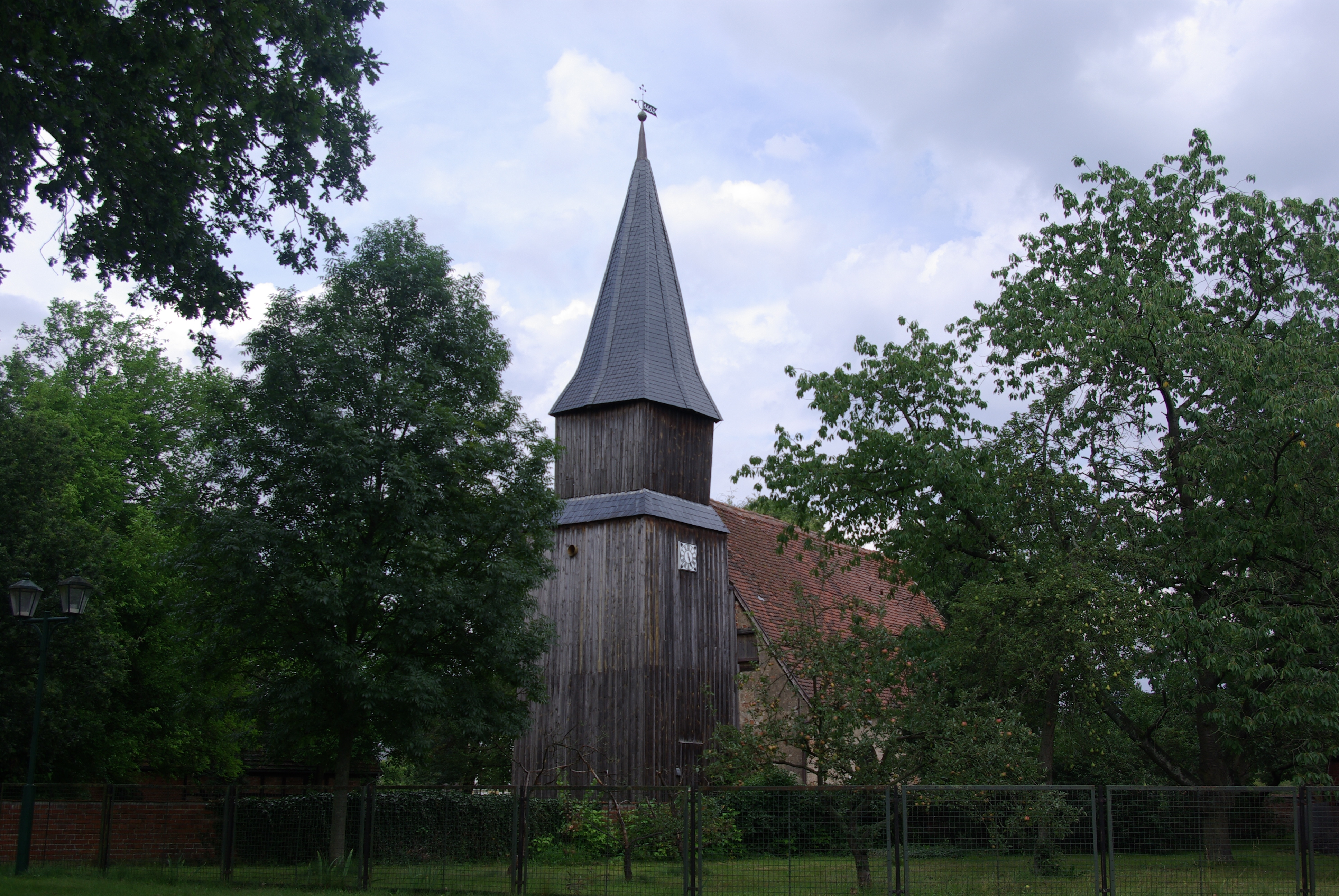
Dorfkirche Lanz (Prignitz)

Die evangelische, denkmalgeschützte Dorfkirche Lanz steht in Lanz, einer Gemeinde im Landkreis Prignitz in Brandenburg. Die Kirche gehört zum Kirchenkreis Prignitz der Evangelischen Kirche Berlin-Brandenburg-schlesische Oberlausitz.

## Beschreibung
Die Saalkirche wurde 1527 aus Feldsteinen erbaut, nachdem der 1424 bis 1440 errichtete Vorgängerbau durch Brandstiftung zerstört worden war. Im Westen wurde 1576 ein zweistufiger Kirchturm aus Holzfachwerk angebaut, dessen Gefache mit Brettern verkleidet sind, und der mit einem achtseitigen, schiefergedeckten spitzen Helm bedeckt wurde. Das Langhaus wurde 1701 nach Osten verlängert und mit einem dreiseitigen Schluss versehen.
Zur Kirchenausstattung gehören ein Kanzelaltar von 1701, an dessen Brüstung der Kanzel die vier Evangelisten dargestellt sind, und ein von der Decke hängender Taufengel. Der Innenraum wurde an drei Seiten auf Anordnung von König Friedrich dem Großen 1785 mit Emporen ausgestattet.